# Mistrovství Jižní Ameriky v plážovém fotbale 2022
Mistrovství Jižní Ameriky v plážovém fotbale 2022 bylo 3. ročníkem Copy Américy v plážovém fotbale, které se konalo v paraguayském městě Luque, v období od 21. do 29. května 2022. Účastnilo se ho 10 týmů, které byly rozděleny do 2 skupin po 5 týmech. Ze skupiny postoupily do finále první a druhý celek. Ostatní týmy čekali boje o umístění. Titul poprvé v historii získal Paraguay, který porazil ve finále Brazílii 3:2.

## Stadion
Mistrovství se odehrálo na jednom stadionu v jednom hostitelském městě: Los Pynandi Stadium (Luque).
| Luque               |
| ------------------- |
| Los Pynandi Stadium |
| Kapacita: 2820      |

### Skupinová fáze
| Vysvětlivky                                          |
| ---------------------------------------------------- |
| Týmy na prvních dvou místech postupují do semifinále |
| Zápasy o umístění                                    |
| Vítěz zápasu je tučně zvýrazněn                      |

Čas každého zápasu je uveden v lokálním čase.

#### Skupina A
| Tým       | Z | V | R | P | VG | IG | +/− | B  |
| --------- | - | - | - | - | -- | -- | --- | -- |
| Paraguay  | 4 | 4 | 0 | 0 | 19 | 10 | +9  | 12 |
| Chile     | 4 | 2 | 0 | 2 | 15 | 14 | +1  | 6  |
| Argentina | 4 | 1 | 0 | 3 | 14 | 12 | +2  | 3  |
| Kolumbie  | 4 | 0 | 2 | 2 | 10 | 19 | −9  | 2  |
| Ekvádor   | 4 | 0 | 1 | 3 | 15 | 18 | −3  | 1  |

| 21. května 2022 14:00               |        |                                               |                                                  |
| Kolumbie                            | 2 : 2  | Argentina                                     | Los Pynandi Stadium, Luque rozhodčí: Jesús Reyes |
| Eduardo López 18' Julio Pantoja 24' | Report | Emiliano Holmedilla 12' Lautaro Benaducci 17' | Los Pynandi Stadium, Luque rozhodčí: Jesús Reyes |

|                                                               |       | Penaltový rozstřel                             |  |
| Rafael Acosta Sebastián Hernández Julio Pantoja Eduardo López | 4 : 1 | Emanuel De Sosa Lucas Medero Lautaro Benaducci |  |

| 21. května 2022 17:00               |        |                    |                                                     |
| Paraguay                            | 2 : 1  | Chile              | Los Pynandi Stadium, Luque rozhodčí: Micke Palomino |
| Milciades Medina 7' Jesús Rolón 26' | Report | Andrés Albuerno 6' | Los Pynandi Stadium, Luque rozhodčí: Micke Palomino |

| 22. května 2022 14:00                                                  |        |                                                                            |                                                    |
| Chile                                                                  | 6 : 5  | Ekvádor                                                                    | Los Pynandi Stadium, Luque rozhodčí: Lucas Estevao |
| Daniel Papic 12' Diego San Martín 14', 18', 18', 31' Benjamín Arce 31' | Report | Oswaldo Farías 12', 18' Michael Loor 18' Luis Carrera 28' José Rosales 35' | Los Pynandi Stadium, Luque rozhodčí: Lucas Estevao |

| 22. května 2022 17:00               |        |                                                                            |                                                      |
| Kolumbie                            | 2 : 7  | Paraguay                                                                   | Los Pynandi Stadium, Luque rozhodčí: Christian Altez |
| Wilmar Donado 35' Rafael Acosta 36' | Report | Néstor Medina 5', 8', 22', 30' Carlos Benítez 19', 34' Carlos Carballo 27' | Los Pynandi Stadium, Luque rozhodčí: Christian Altez |

| 23. května 2022 14:00                                                    |        |                                            |                                                     |
| Chile                                                                    | 6 : 2  | Kolumbie                                   | Los Pynandi Stadium, Luque rozhodčí: Jaimito Suárez |
| Diego San Martin 12', 28', 34' Héctor Tobar 25' Andrés Albuerno 16', 18' | Report | Larry Orejuela 21' Julio César Pantoja 29' | Los Pynandi Stadium, Luque rozhodčí: Jaimito Suárez |

| 23. května 2022 17:00      |        |                                                                  |                                                   |
| Ekvádor                    | 3 : 3  | Argentina                                                        | Los Pynandi Stadium, Luque rozhodčí: Ramón Blanco |
| Jorge Bailon 15', 21', 23' | Report | Lucas Ponzetti 14' Lautaro Benaducci 31' Emiliano Holmedilla 36' | Los Pynandi Stadium, Luque rozhodčí: Ramón Blanco |

|                                                                   |       | Penaltový rozstřel                                                           |  |
| Jesús Moncada Daniel Cedeño Jorge Senge Luis Carrera Michael Loor | 4 : 3 | Nicanor Maciel Emanuel De Sosa Nahuel Gigena Lucas Ponzetti Nahuel Cipolleta |  |

| 25. května 2022 14:00                      |        |                                                       |                                               |
| Ekvádor                                    | 4 : 4  | Kolumbie                                              | Los Pynandi Stadium, Luque rozhodčí: Luis Coy |
| Jorge Bailon 1', 24', 36' Luis Carrera 22' | Report | Juan Ossa 4' Rafael Acosta 24', 36' Eduardo López 35' | Los Pynandi Stadium, Luque rozhodčí: Luis Coy |

|                                                       |       | Penaltový rozstřel                                                  |  |
| Luis Carrera Daniel Cedeño Jorge Bailon Jesús Moncada | 1 : 3 | Sebastián Hernández Rafael Acosta Eduardo López Julio Cesar Pantoja |  |

| 25. května 2022 17:00                                                         |        |                                                                           |                                                      |
| Argentina                                                                     | 4 : 5  | Paraguay                                                                  | Los Pynandi Stadium, Luque rozhodčí: Luciano Andrade |
| Lucas Medero 19' Emiliano Holmedilla 19' Nahuel Gigena 22' Lucas Ponzetti 24' | Report | Néstor Medina 22' Yoao Rolón 22', 33' Jesús Rolón 27' Carlos Carballo 31' | Los Pynandi Stadium, Luque rozhodčí: Luciano Andrade |

| 26. května 2022 14:00                                                                              |        |                                     |                                                      |
| Argentina                                                                                          | 5 : 2  | Chile                               | Los Pynandi Stadium, Luque rozhodčí: Aecio Fernandez |
| Sebastián Azimonti 2' Lautaro Benaducci 3' Ariel Peso 3' (vl.) Lucas Ponzetti 14' Lucas Medero 25' | Report | Diego San Martin 10' Ariel Peso 24' | Los Pynandi Stadium, Luque rozhodčí: Aecio Fernandez |

| 26. května 2022 17:00                                                |        |                                         |                                                   |
| Paraguay                                                             | 5 : 3  | Ekvádor                                 | Los Pynandi Stadium, Luque rozhodčí: Ramón Blanco |
| Jesús Martínez 1', 27' Milciades Medina 2', 13' Jhovanny Benítez 28' | Report | Daniel Cedeño 30', 36' Jorge Bailon 35' | Los Pynandi Stadium, Luque rozhodčí: Ramón Blanco |

#### Skupina B
| Tým       | Z | V | R | P | VG | IG | +/− | B  |
| --------- | - | - | - | - | -- | -- | --- | -- |
| Brazílie  | 4 | 4 | 0 | 0 | 25 | 10 | +15 | 12 |
| Venezuela | 4 | 3 | 0 | 1 | 13 | 12 | +1  | 9  |
| Peru      | 4 | 2 | 0 | 2 | 14 | 12 | +2  | 6  |
| Uruguay   | 4 | 1 | 0 | 3 | 14 | 16 | −2  | 3  |
| Bolívie   | 4 | 0 | 0 | 4 | 7  | 23 | −16 | 0  |

| 21. května 2022 12:30                                      |        |                                          |                                                     |
| Venezuela                                                  | 4 : 2  | Bolívie                                  | Los Pynandi Stadium, Luque rozhodčí: Silvio Coronel |
| Wuinder Muñoz 11', 18' José Semprún 22' Enderson Ramos 36' | Report | Remberto Portales 10' César Aguilera 24' | Los Pynandi Stadium, Luque rozhodčí: Silvio Coronel |

| 21. května 2022 15:30                                                         |        |                                         |                                                |
| Brazílie                                                                      | 5 : 3  | Peru                                    | Los Pynandi Stadium, Luque rozhodčí: José Romo |
| Fabricio Barbosa 2' Deiwerson Vieira 18' Brendo Chagas 18', 28' Igor Melo 32' | Report | Sócrates Vidal 19' Jean Vargas 29', 29' | Los Pynandi Stadium, Luque rozhodčí: José Romo |

| 22. května 2022 12:30                               |        |                                        |                                                  |
| Peru                                                | 4 : 2  | Uruguay                                | Los Pynandi Stadium, Luque rozhodčí: Jorge Gómez |
| Jesús Giménez 3', 21' Byllyvardo Velezmoro 10', 28' | Report | Sócrates Vidal 10' Leandro Batista 31' | Los Pynandi Stadium, Luque rozhodčí: Jorge Gómez |

| 22. května 2022 15:30               |        |                                                                               |                                                  |
| Venezuela                           | 2 : 5  | Brazílie                                                                      | Los Pynandi Stadium, Luque rozhodčí: Brando Amay |
| Renny García 14' Fausto Escobar 23' | Report | Deiwerson Vieira 1', 25' Igor Melo 11' Fabricio Barbosa 14' Brendo Chagas 17' | Los Pynandi Stadium, Luque rozhodčí: Brando Amay |

| 23. května 2022 12:30           |        |                                             |                                                    |
| Peru                            | 2 : 3  | Venezuela                                   | Los Pynandi Stadium, Luque rozhodčí: César Cabrera |
| Jean Vargas 18' Elías Drago 34' | Report | José Semprun 25', 30' Édgar Castellanos 36' | Los Pynandi Stadium, Luque rozhodčí: César Cabrera |

| 23. května 2022 15:30                                                                  |        |                                    |                                                     |
| Uruguay                                                                                | 5 : 2  | Bolívie                            | Los Pynandi Stadium, Luque rozhodčí: Carlos Maidana |
| Santiago Miranda 7' Agustín Quinta 10', 20' Gonzalo Rosa 24' Maximiliano Echenique 32' | Report | Dahulon Zarate 10' Dudy Chávez 30' | Los Pynandi Stadium, Luque rozhodčí: Carlos Maidana |

| 25. května 2022 12:30                                     |        |                                                                  |                                                |
| Uruguay                                                   | 3 : 4  | Venezuela                                                        | Los Pynandi Stadium, Luque rozhodčí: José Romo |
| Matías Guerrero 10' Leandro Batista 29' Nicolás Bella 36' | Report | José Semprun 18', 35' Hengelbert Prado 27' Édgar Castellanos 36' | Los Pynandi Stadium, Luque rozhodčí: José Romo |

| 25. května 2022 15:30 |        | |                                                    |
| Bolívie               | 1 : 9  | Brazílie | Los Pynandi Stadium, Luque rozhodčí: César Cabrera |
| Darlos Zarate 21'     | Report | Lucas Goncalves 8', 31', 35' Deiwerson Vieira 12' Fabricio Barbosa 17', 25' Dener Assunção 21', 31' Igor Melo 26' | Los Pynandi Stadium, Luque rozhodčí: César Cabrera |

| 26. května 2022 12:30                  |        |                                                                                   |                                                |
| Bolívie                                | 2 : 5  | Peru                                                                              | Los Pynandi Stadium, Luque rozhodčí: José Romo |
| Dahulon Zarate 21' Jesús Gutiérrez 27' | Report | Billyvardo Velezmoro 1' Jean Vargas 11' Diego Alcantara 19', 34' Irwing Acuña 35' | Los Pynandi Stadium, Luque rozhodčí: José Romo |

| 26. května 2022 15:30                                                            |        |                                             |                                                      |
| Brazílie                                                                         | 6 : 4  | Uruguay                                     | Los Pynandi Stadium, Luque rozhodčí: Gabriel Maidana |
| Igor Melo 4', 13' Deiwerson Vieira 7', 11' Lucas Goncalves 24' Brendo Chagas 35' | Report | Nicolás Bella 4', 24' Matías Guerrero 6' ?' | Los Pynandi Stadium, Luque rozhodčí: Gabriel Maidana |

#### O 9. místo
| 28. května 2022                                                     |        |                                                       |                                                    |
| Ekvádor                                                             | 4 : 3  | Bolívie                                               | Los Pynandi Stadium, Luque rozhodčí: César Cabrera |
| Jorge Bailon 7' Kevin Delgado 7' Daniel Cedeño 32' Luis Carrera 34' | Report | César Aguilera 2' Dudy Chávez 18' Jesús Gutiérrez 29' | Los Pynandi Stadium, Luque rozhodčí: César Cabrera |

#### O 7. místo
| 28. května 2022                  |               |                                                           |                                                   |
| Kolumbie                         | 2 : 4 (prod.) | Uruguay                                                   | Los Pynandi Stadium, Luque rozhodčí: Ramón Blanco |
| Juan Ossa 12' Larry Orejuela 33' | Report        | Agustín Quinta 5', 37' Gonzalo Rosa 12' Nicolás Bella 39' | Los Pynandi Stadium, Luque rozhodčí: Ramón Blanco |

#### O 5. místo
| 29. května 2022     |        |                                                        |                                                     |
| Argentina           | 1 : 4  | Peru                                                   | Los Pynandi Stadium, Luque rozhodčí: Silvio Coronel |
| Lucas Panzonetti 8' | Report | Diego Alcántara 20', 22' Billyvardo Velezmoro 28', 31' | Los Pynandi Stadium, Luque rozhodčí: Silvio Coronel |

## Vyřazovací fáze
|  | Semifinále | Semifinále | Semifinále |  |  | Finále      | Finále      | Finále      |
|  |            |            |            |  |  |             |             |             |
|  |            | Paraguay   | 6          |  |  |             |             |             |
|  |            | Venezuela  | 1          |  |  |             |             |             |
|  |            |            |            |  |  |             | Paraguay    | 3           |
|  |            |            |            |  |  |             | Brazílie    | 2           |
|  |            | Brazílie   | 4          |  |  |             |             |             |
|  |            | Chile      | 1          |  |  | Třetí místo | Třetí místo | Třetí místo |
|  |            |            |            |  |  |             | Chile       | 3           |
|  |            |            |            |  |  |             | Venezuela   | 2           |

#### Semifinále
| 28. května 2022 15:30                        |        |                     |                                                     |
| Brazílie                                     | 4 : 1  | Chile               | Los Pynandi Stadium, Luque rozhodčí: Carlos Maidana |
| Igor Melo 21', 35', 36' Fabricio Barbosa 36' | Report | Pablo Rodríguez 34' | Los Pynandi Stadium, Luque rozhodčí: Carlos Maidana |

| 28. května 2022 17:00                                                                           |        |                   |                                                |
| Paraguay                                                                                        | 6 : 1  | Venezuela         | Los Pynandi Stadium, Luque rozhodčí: José Romo |
| Carlos Carballo 1' Carlos Benítez 1', 20' Néstor Medina 11' Milciades Medina 24' Luis Ojeda 36' | Report | Fausto Escobar 7' | Los Pynandi Stadium, Luque rozhodčí: José Romo |

#### O 3. místo
| 29. května 2022 15:30                                      |        |                      |                                                      |
| Chile                                                      | 3 : 2  | Venezuela            | Los Pynandi Stadium, Luque rozhodčí: Luciano Andrade |
| Diego San Martín 7' Héctor Miranda 26' Andrés Albuerno 35' | Report | Renny Gaona 19', 30' | Los Pynandi Stadium, Luque rozhodčí: Luciano Andrade |

#### Finále
| 29. května 2022 17:00                        |        |                                   |                                                     |
| Paraguay                                     | 3 : 2  | Brazílie                          | Los Pynandi Stadium, Luque rozhodčí: Micke Palomino |
| Carlos Carballo 4', 24' Milciades Medina 12' | Report | Igor Melo 16' Lucas Goncalves 24' | Los Pynandi Stadium, Luque rozhodčí: Micke Palomino |